# Équipe cycliste Urbano-Vulsteke

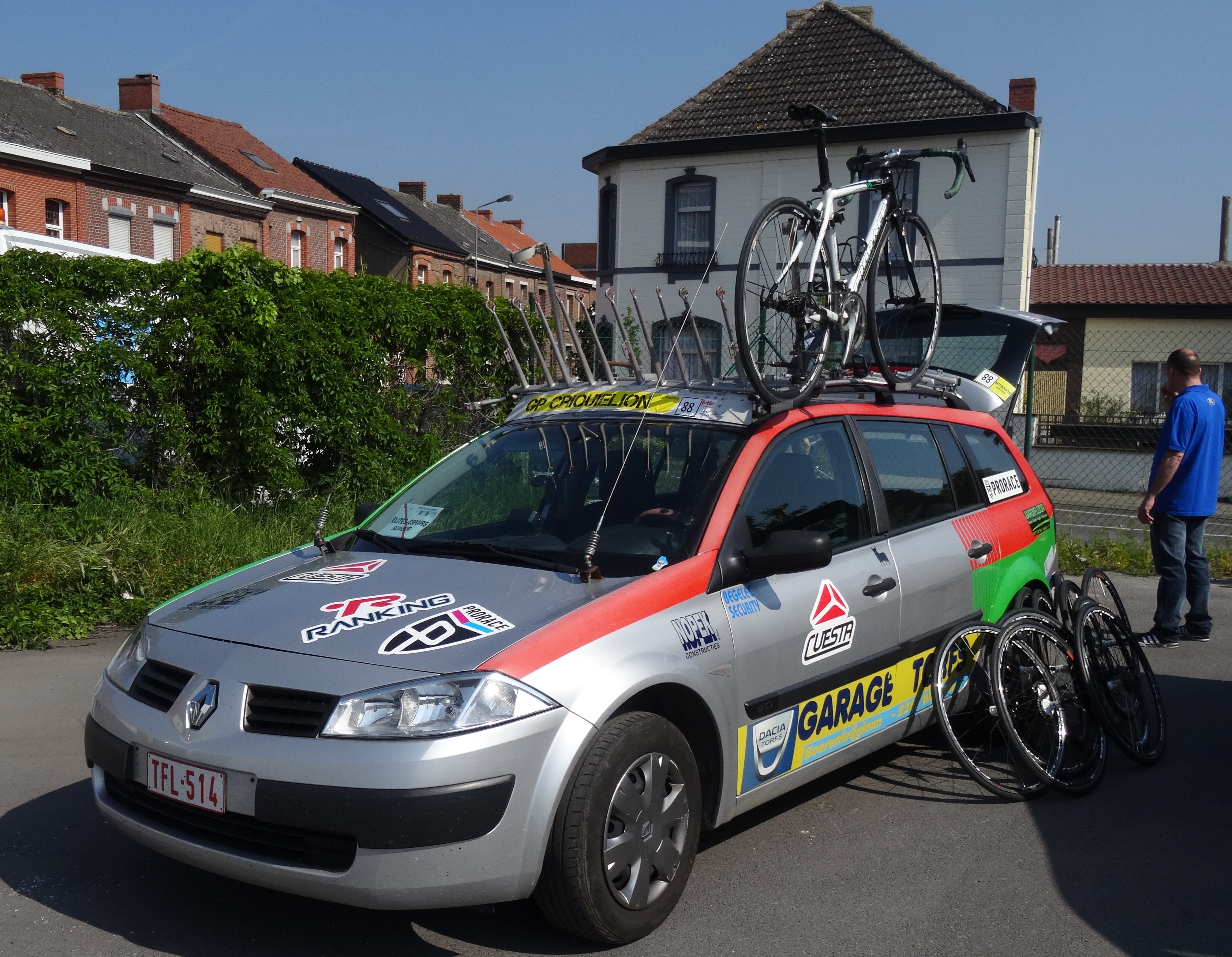
La voiture de Prorace lors du Grand Prix Criquielion 2014.

L'équipe cycliste Urbano-Vulsteke est une équipe cycliste belge participant au calendrier nationa belge, ainsi qu'aux circuits continentaux de cyclisme et en particulier l'UCI Europe Tour. En 2010, l'équipe perd son statut d'équipe continentale et redescend en Top compétition soit l'équivalent de la DN1 en France, afin de pouvoir étendre son programme à l'étranger

## Saisons précédentes

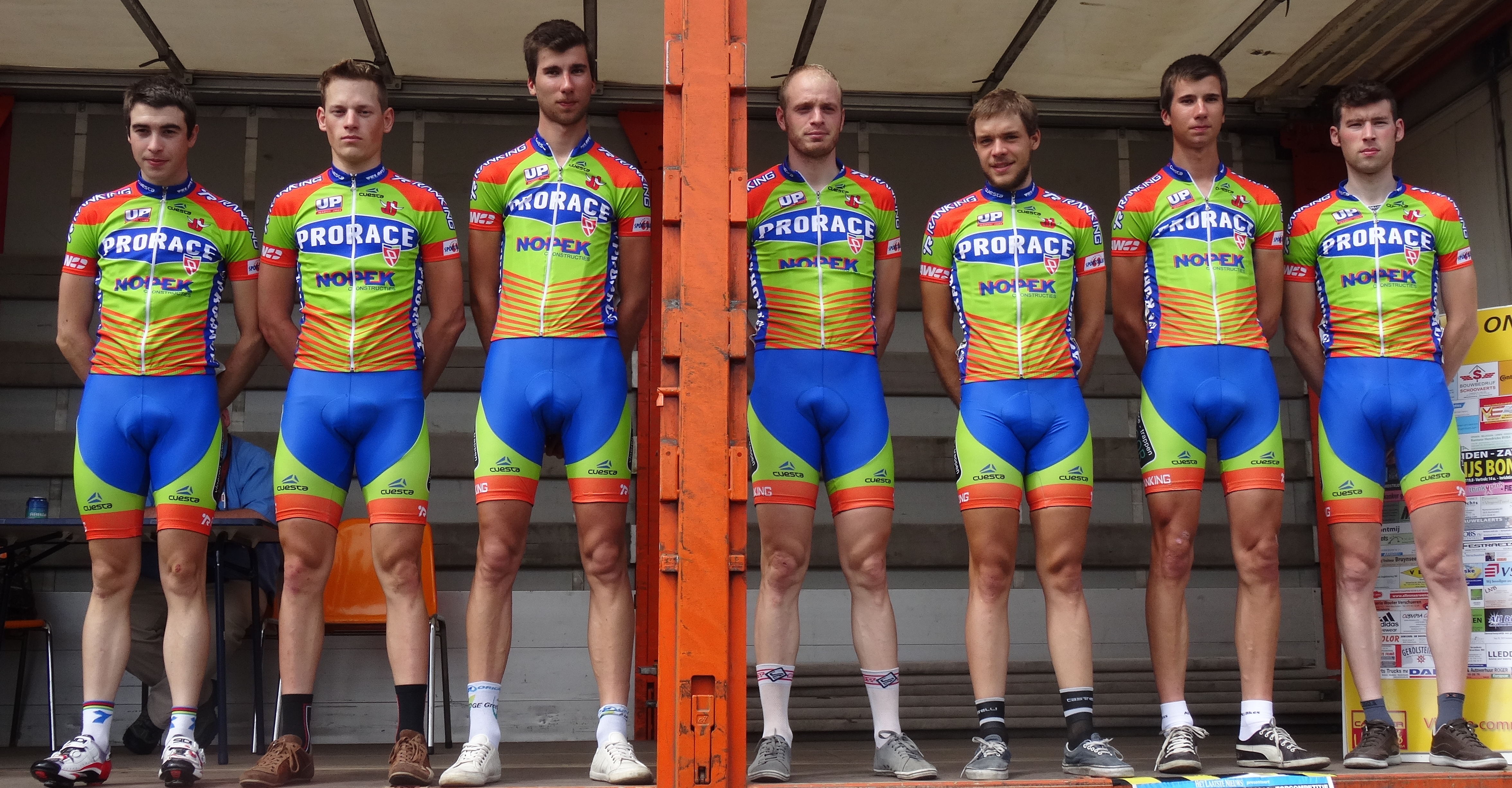
Sept coureurs de l'équipe lors du Mémorial Philippe Van Coningsloo 2014.

Quelques coureurs
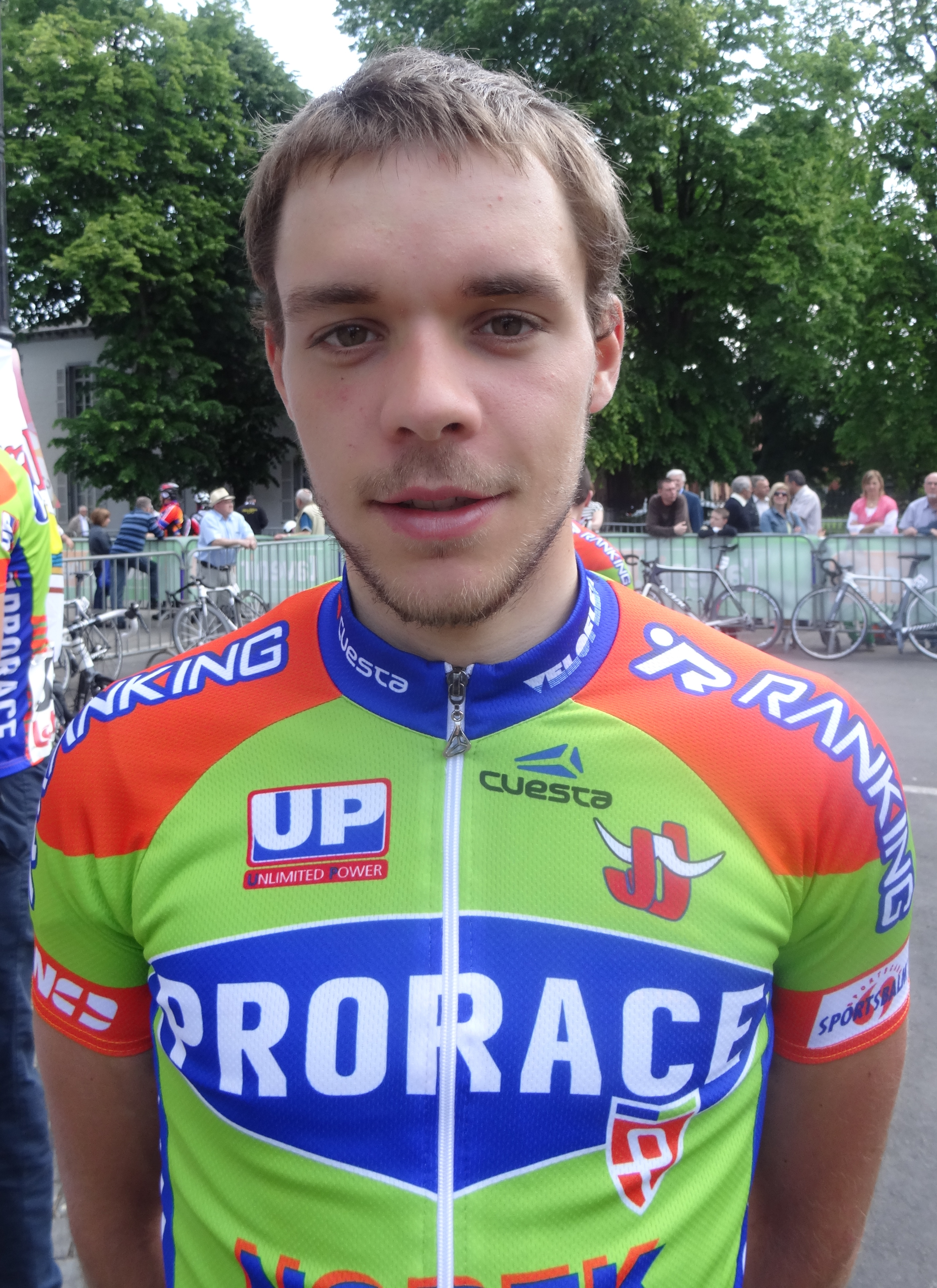
Wouter Daniels.
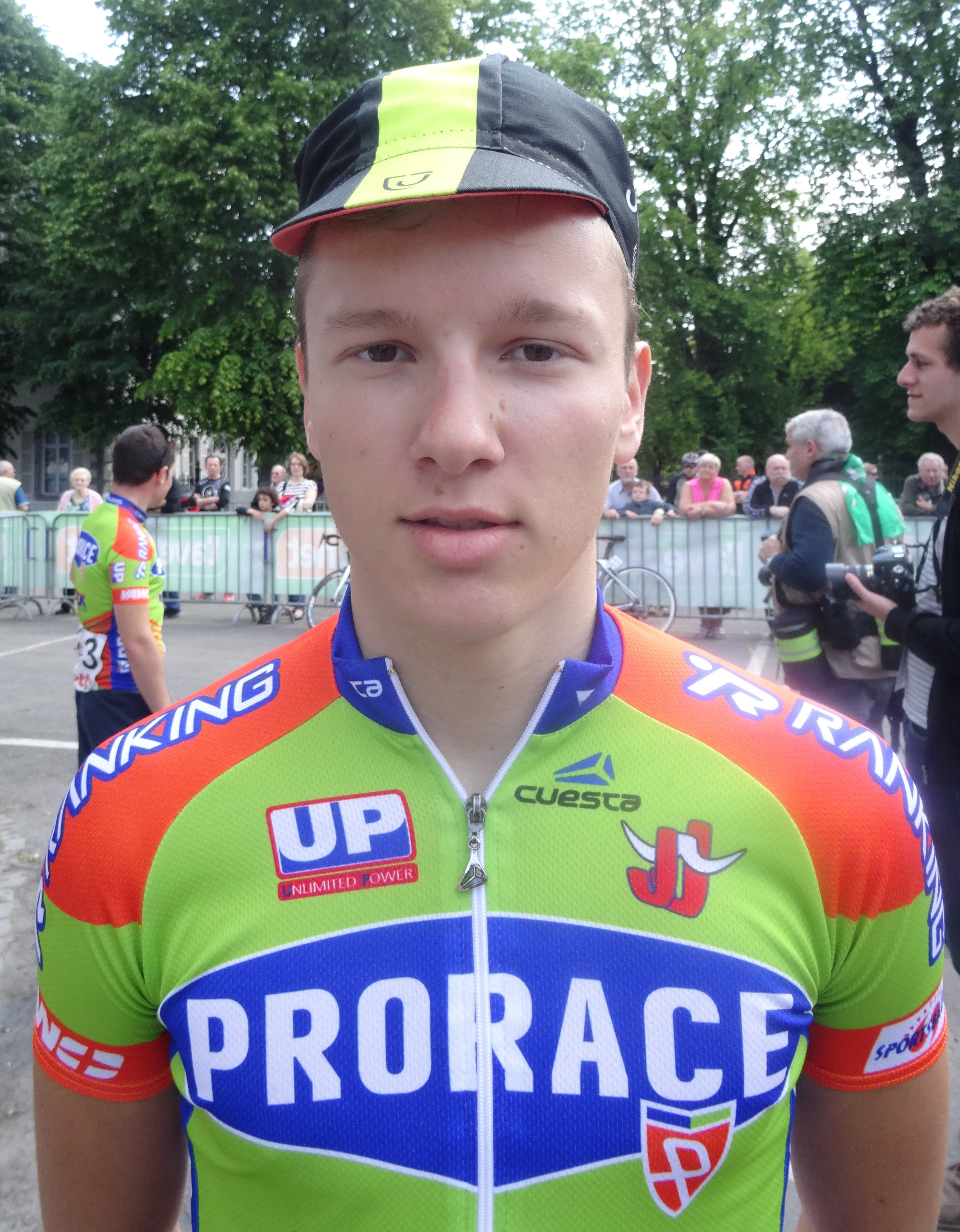
Arjen Livyns.
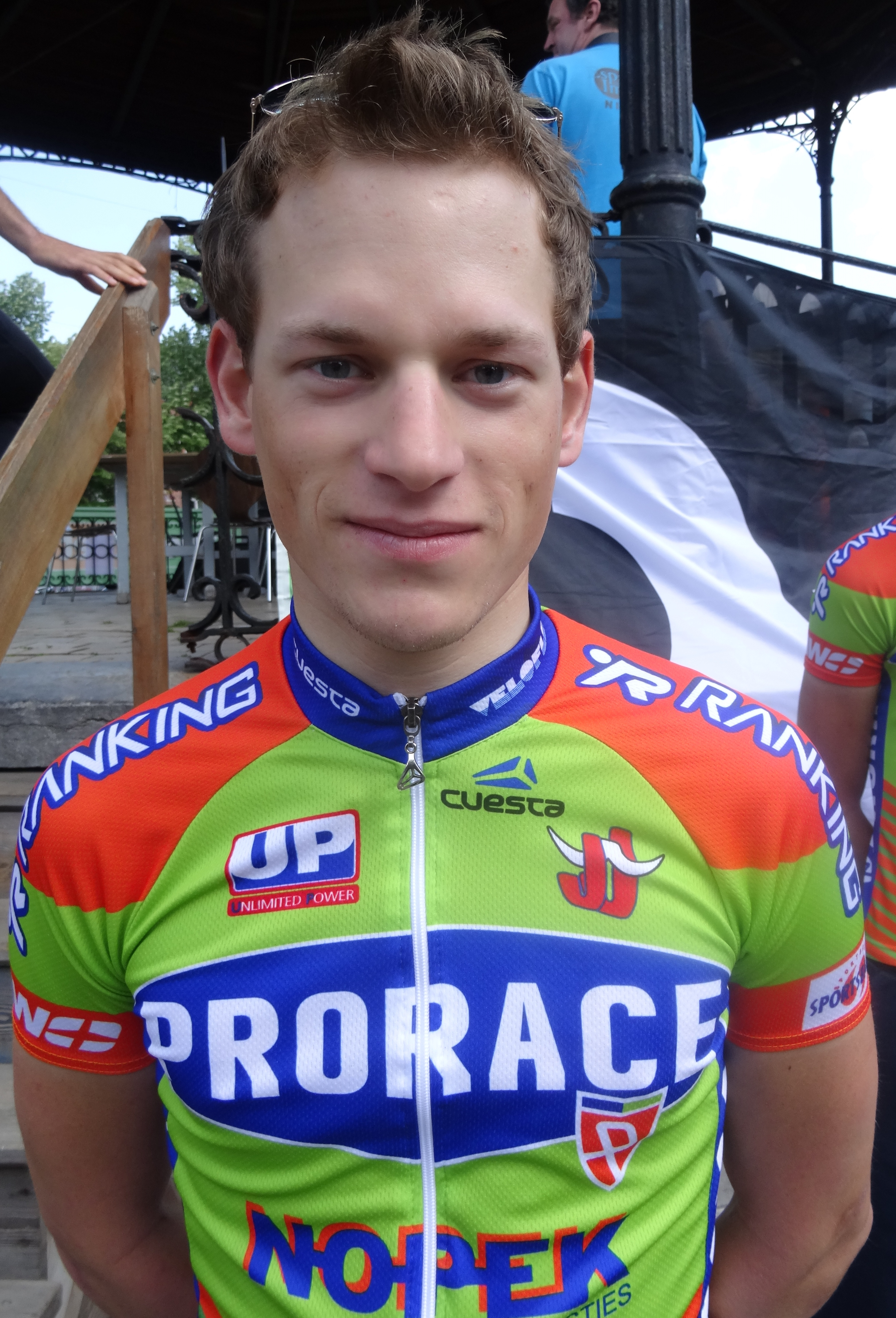
Robin Mertens.
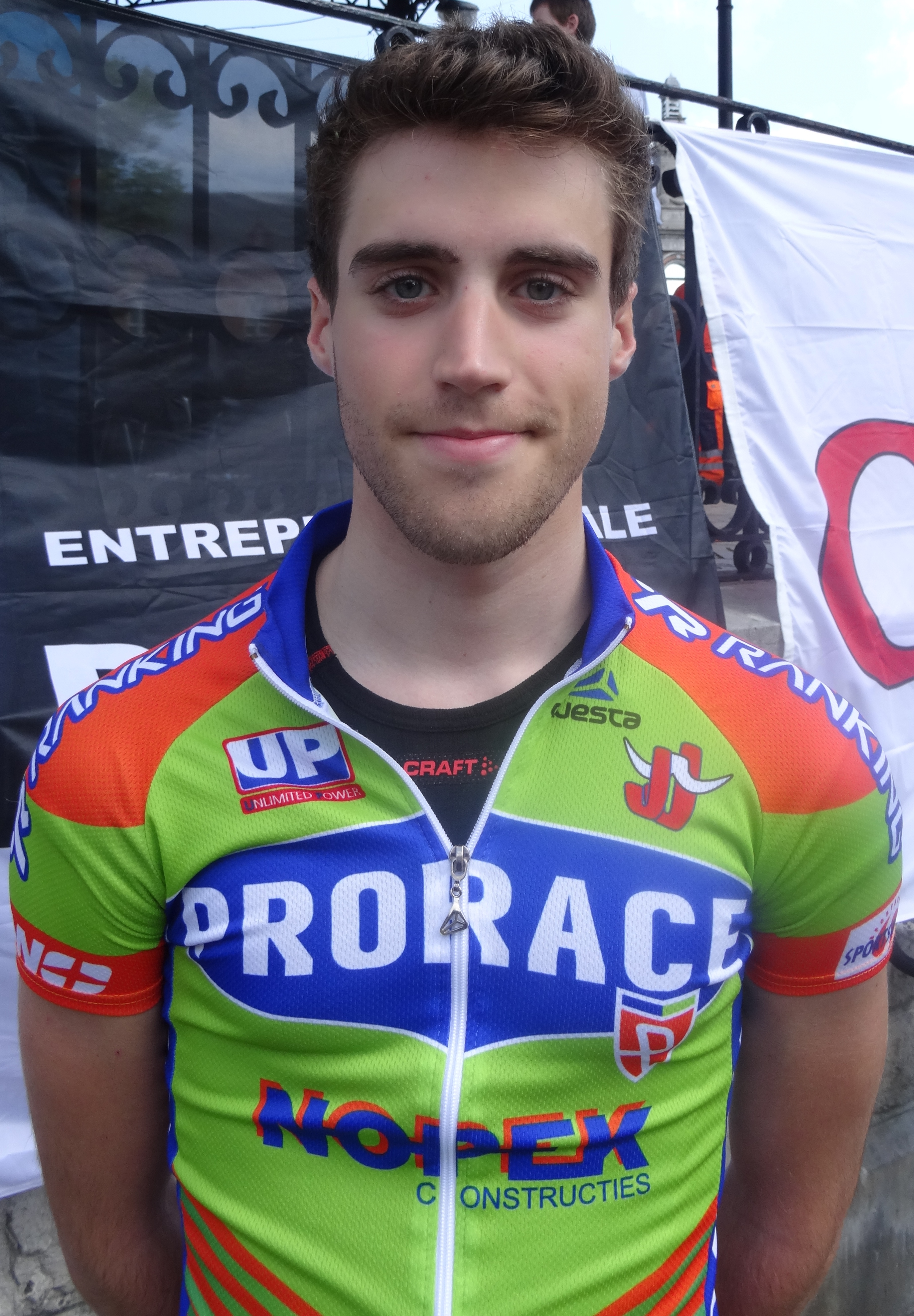
Niels Tooth.
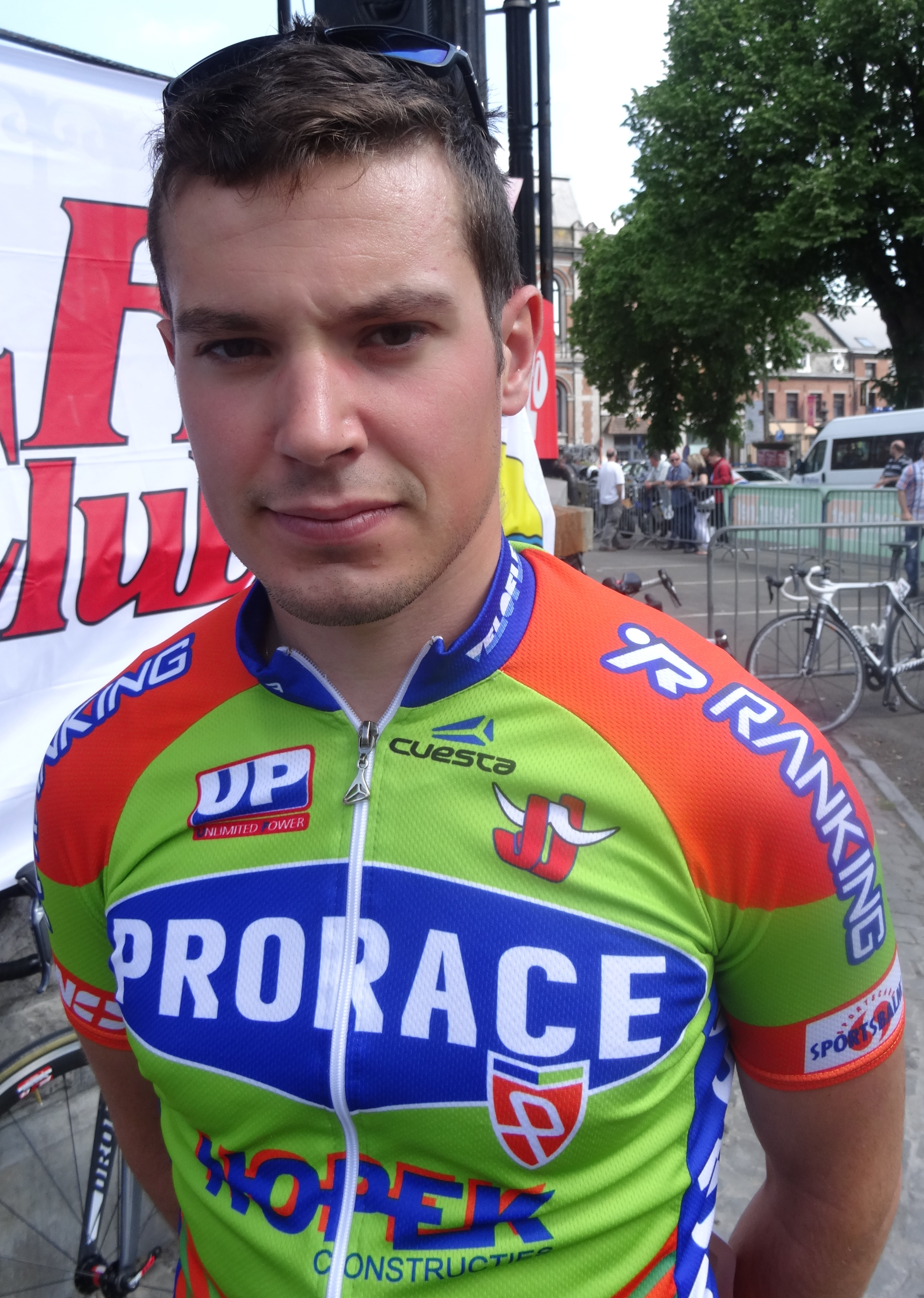
Joaquim Durant.
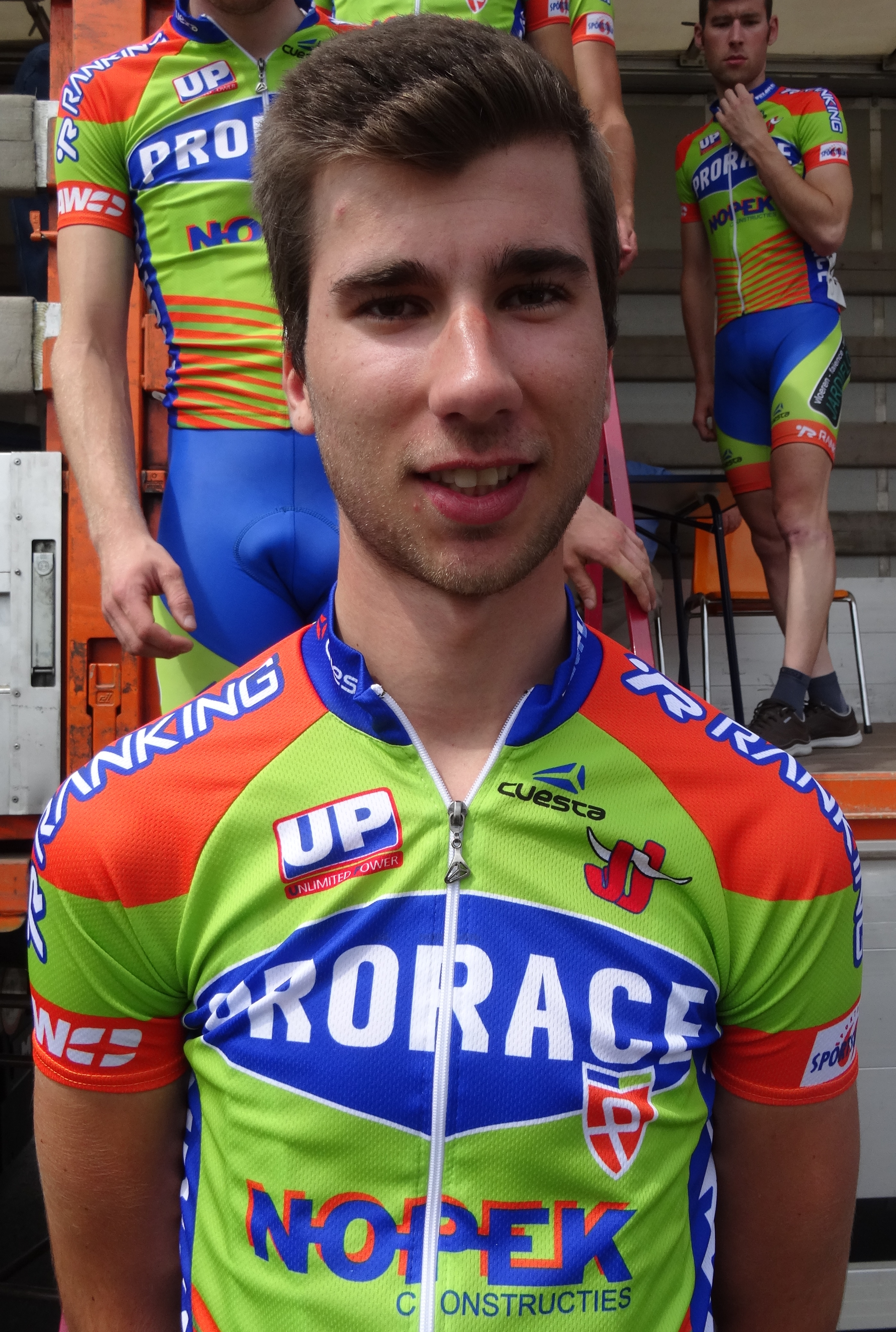
Robby Willems.
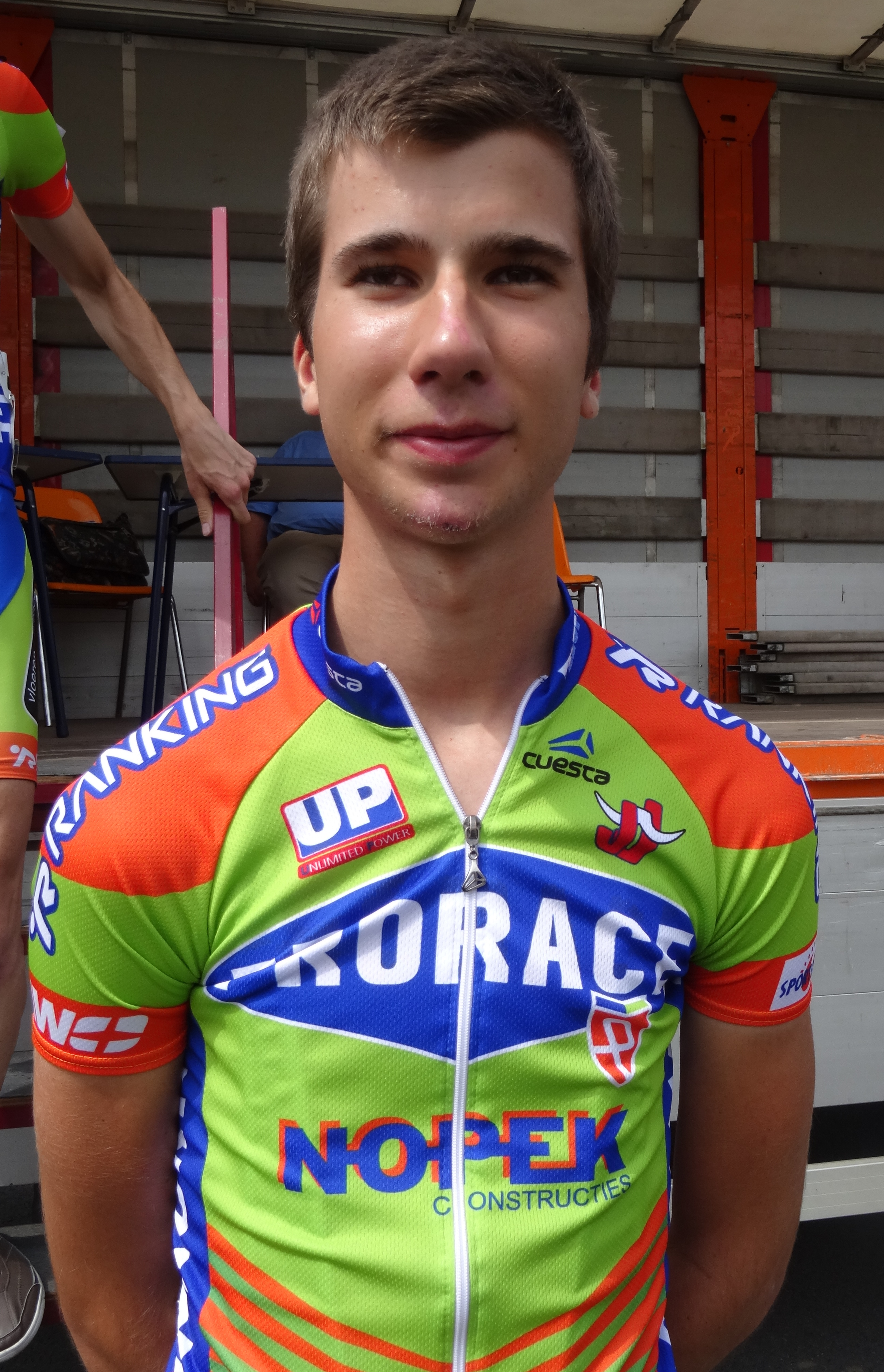
Kenny Willems.
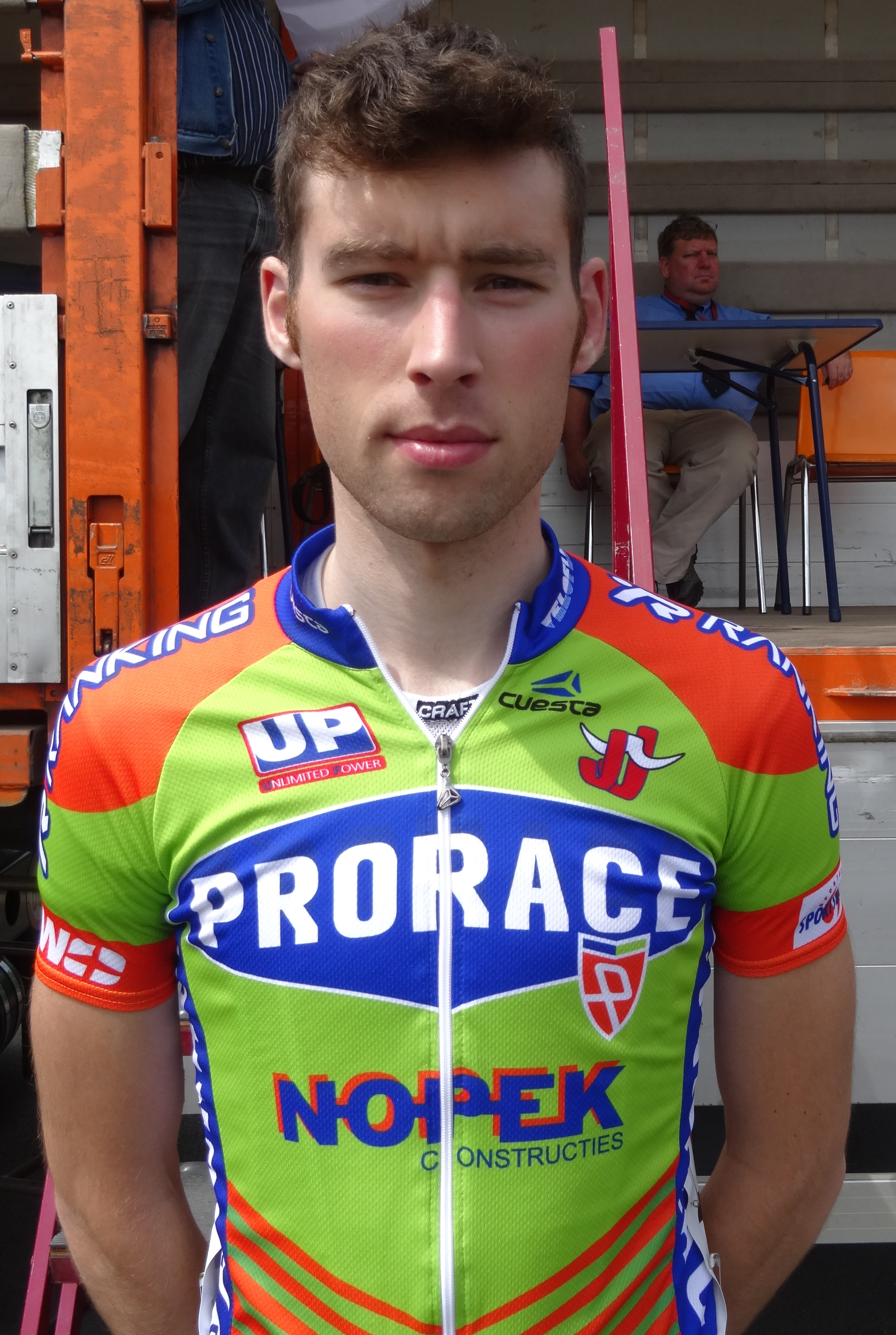
Tom Willems.

## Prorace en 2015

### Effectif
| Cycliste            | Date de naissance | Nationalité      | Équipe 2014               |  |
| ------------------- | ----------------- | ---------------- | ------------------------- |  |
| Nick Bain           | 29 décembre 1994  | Nouvelle-Zélande | Terra Safety Shoes        |  |
| Jordy Bouts         | 8 août 1996       | Belgique         | DCM                       |  |
| Brent Briesen       | 8 juillet 1996    | Belgique         | Davo Tongeren             |  |
| Cédric Collaers     | 26 janvier 1987   | Belgique         | Prorace                   |  |
| Wouter Daniels      | 27 janvier 1992   | Belgique         | Prorace                   |  |
| Gertjan De Sy       | 7 mars 1994       | Belgique         | Van Der Vurst Development |  |
| Vincent De Sy       | 23 octobre 1995   | Belgique         | Van Der Vurst Development |  |
| Benoit Deguide      | 1er décembre 1995 | Belgique         | RC Pesant Club Liégeois   |  |
| Louis Deguide       | 4 février 1994    | Belgique         | RC Pesant Club Liégeois   |  |
| Joaquim Durant      | 29 janvier 1991   | Belgique         | Prorace                   |  |
| Marc Franken        | 6 mars 1991       | Belgique         | Prorace                   |  |
| Jérôme Giaux        | 25 août 1986      | Belgique         | Prorace                   |  |
| Brent Masure        | 8 octobre 1994    | Belgique         | Terra Safety Shoes        |  |
| Robin Mertens       | 8 novembre 1991   | Belgique         | Prorace                   |  |
| Stijn Mortelmans    | 18 février 1989   | Belgique         | Van Der Vurst Development |  |
| Jonas Orset         | 29 septembre 1990 | Norvège          | China Wuxi Jilun          |  |
| Maxim Panis         | 30 avril 1993     | Belgique         | Prorace                   |  |
| Jacob Restall       | 2 juillet 1994    | Australie        | CharterMason Giant Racing |  |
| Josh Teasdale       | 23 octobre 1994   | Royaume-Uni      | Terra Safety Shoes        |  |
| Niels Tooth         | 13 novembre 1992  | Belgique         | Prorace                   |  |
| Thomas Van De Wiele | 14 novembre 1996  | Belgique         |                           |  |
| Maarten Vlasselaer  | 26 août 1989      | Belgique         | Prorace                   |  |

### Victoires
| Date | Course | Pays | Classe | Vainqueur |
| ---- | ------ | ---- | ------ | --------- |